# جامعة كلكامش الأهلية
جامعة كلكامش هي احدى الجامعات العراقية الأهلية، تأسست الجامعة بموجب الأمر الوزاري الصادر عن وزارة التعليم العالي والبحث العلمي الصادر في 27 يناير 2019، تقع في مدينة بغداد.
وتقع في جنوب مدينة بغداد في منطقة الدورة.

## الكليات
• كلية الصيدلة.
• كلية طب الأسنان .
- كلية التقنيات الطبية والصحية.
- كلية التربية البدنية والعلوم الرياضية.
- كلية العلوم السياسية.
- كلية الإدارة والاقتصاد.
- كلية الهندسة.